# Amarantine (singolo)
Amarantine (inglese: "Amaranto") è un singolo della cantante e musicista irlandese Enya, pubblicato nel 2005 come primo estratto dall'album Amarantine.
Riguardo a questa canzone e l'idea cui è ispirata, l'artista ha dichiarato: "Amarantine è un'antica parola che significa eternità. I poeti descrivono un fiore immortale con questa parola, e m'innamoro di quest'idea..."

## Tracce
Testi di Roma Ryan, musiche di Enya.
1. Amarantine – 3:13
2. The Comb Of The Winds – 3:39
3. The Spaghetti Western - Theme From The Celts – 1:57

## Piazzamenti in classifica
| Paese                        | Posizione |
| ---------------------------- | --------- |
| Europa                       | 47        |
| Austria                      | 31        |
| Belgio (Fiandre)             | 4         |
| Belgio (Vallonia)            | 16        |
| Francia                      | 15        |
| Germania                     | 47        |
| Irlanda                      | 50        |
| Italia                       | 50        |
| Regno Unito                  | 53        |
| Svizzera                     | 39        |
| Billboard Adult Contemporary | 12        |